# NGC 106

NGC 106

 إن جي سي 106 أو NGC 106 هي مجرة في كوكبة الحوت اكتشفت في 1886.

## روابط خارجية
- NGC 106 على موقع ويكي سكاي: DSS2, SDSS, GALEX, IRAS, Hydrogen α, X-Ray, Astrophoto, Sky Map, Articles and images